# Апостольский викариат Карони
Апостольский викариат Карони (лат. Vicariatus Apostolicus Caronensis) — апостольский викариат Римско-Католической Церкви с центром в городе Санта-Элена-де-Уайрен, Венесуэла. Апостольский викариат Карони подчиняется непосредственно Святому Престолу. Кафедральным собором апостольского викариата Карони является церковь святой Елены.

## История
4 марта 1922 года Папа Римский Пий XI выпустил буллу «Quoties Romani», которой учредил апостольский викариат Карони, выделив его из епархии Сан-Томаса-де-Гуаяны (сегодня — архиепархия Сьюдад-Боливара).
30 июля 1954 года апостольский викариат Карони передал часть своей территории новообразованному апостольскому викариату Тукупиты.

## Ординарии апостольского викариата
- епископ Бенвенуто Диего Алонсо-и-Нисталь, O.F.M.Cap.[1] (27.11.1923 — 24.03.1938)
- епископ Константино Гомес Вилья, O.F.M.Cap. (14.07.1938 — 11.10.1967)
- епископ Мариано Гутьеррес Салазар, O.F.M.Cap. (11.03.1968 — 23.10.1995)
- епископ Сантьяго Перес Санчес (28.05.1993 — 2.07.1994)
- епископ Хесус Альфонсо Герреро Контрерас, O.F.M.Cap. (6.12.1995 — 9.04.2011), назначен епископом Мачикеса;
  - Sede vacante (2011—2014)
- епископ Фелипе Гонсалес Гонсалес, O.F.M.Cap. (с 26 мая 2014 года).